# ديفيد برات (رجل أعمال)
ديفيد برات (بالإنجليزية: David Pratt)‏ هو شخصية أعمال جنوب أفريقي، ولد في 1 أكتوبر 1908، وتوفي في 1 أكتوبر 1961.